# S-99 (潜水艦)
S-99 (Ĉ - 99)は、冷戦初期にソ連海軍が運用した潜水艦。617号計画によって開発された。実験的性格が強く、同型艦の建造は無い。
NATOコードネームは“ホエール型潜水艦(Whale class submarine)”であるが、この名称で呼ばれることは少ない。

## 解説
第二次世界大戦後、ドイツ第三帝国から収奪した26号計画の技術資料を参考に開発が進められる。水中高速性能の向上を意図し、多数の新機軸を導入した設計であり、大きい予備浮力、複殻式船体構造、非大気依存推進系統・ヴァルター機関の搭載、などが顕著な技術的特徴である。
1945年から1946年にかけて616計画として開発された。水中での速度は19ノットで10%の予備浮力の結果は良いが不十分と判定され、その後、1949年から1951年にかけてレニングラードで新計画に引き継がれた。
1951年から52年にかけて建造され、海洋での試験の後1956年に就役し、試験時には最大22ノット前後の水中速力を発揮した。これは当時のソビエトの潜水艦で最も高速だった。1956年から59年にかけて黒海艦隊に属していた。しかし、騒音が大きく、静粛性およびソナー能力に問題ありとされ、戦力化には至らなかった。就役後は、主にロモノソフを母港として活動していたが、1959年にタービン試験のために改修計画が立てられた。1959年5月、水深40から50mの潜航に成功したが水深80mで潜航時に過酸化水素が原因とみられる爆発事故が発生した。潜水艦は浮上し、予備電力で基地に帰還した。この事故の後、S-99は退役して解体された。

## 諸元
| 種類       | 実験潜水艦                                          |
| 建造計画   | 第617号計画                                         |
| NATOコード | Whale                                               |
| 基準排水量 | 水上950t、水中1215t                                 |
| 寸法       | 全長62.2m、全幅6.1m、喫水5.1m                       |
| 速力       | 水上11ノット、水中20ノット                          |
| 可潜深度   | 170m                                                |
| 乗組員     | 51名                                                |
| 主機       | ディーゼル発動機、電動機、ワルタータービン、1軸推進 |
| 兵装       | 533mm発射管(艦首6門)、魚雷12本                      |